# Gustavo Adolfo di Nassau-Saarbrücken
Gustavo Adolfo di Nassau-Saarbrücken (Saarbrücken, 27 marzo 1632 – Strasburgo, 9 ottobre 1677) fu conte di Saarbrücken e maggior generale al Reno del Sacro Romano Impero.

## Biografia
Era il secondo figlio maschio del conte Guglielmo Luigi di Nassau-Saarbrücken (1590 - 22 agosto 1640) e della contessa Anna Amalia di Baden-Durlach (1595–1651), che gli impose il nome in onore di re Gustavo II Adolfo di Svezia, ancora in vita a quell'epoca.
Durante la guerra dei trent'anni (1618–1648), la famiglia fuggì a Metz, dove suo padre morì nel 1640. Nel 1643 sua madre ritorno a Saarbrücken con i figli.
Dal 1645 al 1649 studiò a Basilea.
Poi combatté da parte francese contro la Spagna. Nel 1658 combatté contro la Danimarca al servizio del re svedese Carlo X Gustavo, che era un duca del casato del Palatinato-Zweibrücken. Successivamente, prestò servizio nell'esercito imperiale, probabilmente fino al 1659.
Fino al 1651 sua madre era stata reggente per suo conto; dal 1651 al 1659, fu reggente suo fratello Giovanni Luigi. Nel 1660, Gustavo Adolfo ed i suoi fratelli Giovanni Luigi e Valeriano divisero il territorio e Gustav Adolf assunse il regno e la contea di Saarbrücken e Saarwerden.
Regolò la ricostruzione del paese devastato dalla guerra, riportò i rifugiati e i coloni reclutati per l'agricoltura e lavoratori qualificati per l'industria del vetro a Klarenthal (chiamato in onore di sua moglie, Eleonora Clara; ora un distretto ad ovest di Saarbrücken).
Non riuscì ad opporsi alla "politica di riunione" del re Luigi XIV. Si rifiutò di prestare il giuramento di fedeltà richiesto dal re, anche quando fu catturato nel 1673 dai francesi e portato a Metz. Dopo il suo rilascio l'anno seguente non gli fu permesso di ritornare nel proprio paese.
Così si arruolò l'esercito imperiale nel 1676 e partecipò nel 1677 alla battaglia di Phillipsburg in Alsazia. Morì per le ferite subite in combattimento sul Monte Kochersberg (a nord ovest di Strasburgo). Infine fu seppellito, dopo diverse tombe temporanee, nella chiesa di San Tommaso a Strasburgo. Il suo corpo mummificato fu in esposizione lì tra il 1802 ed il 1990 in un sarcofago di vetro. Il suo corpo fu trasferito e sepolto nella tomba eretta dalla moglie nella chiesa del castello di Saarbrücken nel 1998.

## Matrimonio e figli
Il 14 giugno 1662 sposò la langravia Eleonora Clara di Hohenlohe-Neuenstein (1632–1709), figlia del conte Crato di Hohenlohe-Neuenstein, da cui ebbe sette figli:
- Luigi Crato (1663–1713)
- Carlo Luigi (1665–1723)
- Sofia Amalia (1666–1736)
- Gustavo Adolfo (1667–1683)
- Sofia Eleonora (1669–1742)
- Sofia Dorotea (1670–1748)
- Filippo Guglielmo (1671-1671)

## Ascendenza
|                                             |                                     |                                      | Genitori                              |  |  | Nonni |  |  | Bisnonni                           |  |  | Trisnonni                             |  |
|                                             |                                     |                                      |                                       |  |  |       |  |  | Albrecht, conte di Nassau-Weilburg |  |  | Philipp III, conte di Nassau-Weilburg |  |
|                                             |                                     |                                      |                                       |  |  |       |  |  | Albrecht, conte di Nassau-Weilburg |  |  | Philipp III, conte di Nassau-Weilburg |  |
|                                             |                                     | Anna von Mansfeld                    |                                       |  |  |       |  |  | Albrecht, conte di Nassau-Weilburg |  |  |                                       |  |
| Ludwig II, conte di Nassau-Weilburg         |                                     |                                      |                                       |  |  |       |  |  | Albrecht, conte di Nassau-Weilburg |  |  |                                       |  |
|                                             |                                     | Anna von Nassau-Dillenburg           | Wilhelm I, conte di Nassau-Dillenburg |  |  |       |  |  |                                    |  |  |                                       |  |
|                                             |                                     | Anna von Nassau-Dillenburg           | Wilhelm I, conte di Nassau-Dillenburg |  |  |       |  |  |                                    |  |  |                                       |  |
|                                             |                                     | Anna von Nassau-Dillenburg           | Juliana zu Stolberg-Wernigerode       |  |  |       |  |  |                                    |  |  |                                       |  |
| Wilhelm Ludwig, conte di Nassau-Saarbrücken |                                     | Anna von Nassau-Dillenburg           |                                       |  |  |       |  |  |                                    |  |  |                                       |  |
|                                             |                                     | Wilhelm IV, langravio d'Assia-Kassel | Philipp I, langravio d'Assia          |  |  |       |  |  |                                    |  |  |                                       |  |
|                                             |                                     | Wilhelm IV, langravio d'Assia-Kassel | Philipp I, langravio d'Assia          |  |  |       |  |  |                                    |  |  |                                       |  |
|                                             |                                     | Wilhelm IV, langravio d'Assia-Kassel | Christina von Sachsen                 |  |  |       |  |  |                                    |  |  |                                       |  |
| Anna Maria von Hessen-Kassel                |                                     | Wilhelm IV, langravio d'Assia-Kassel |                                       |  |  |       |  |  |                                    |  |  |                                       |  |
|                                             |                                     | Sabine von Württemberg               | Christoph, duca del Württemberg       |  |  |       |  |  |                                    |  |  |                                       |  |
|                                             |                                     | Sabine von Württemberg               | Christoph, duca del Württemberg       |  |  |       |  |  |                                    |  |  |                                       |  |
|                                             |                                     | Sabine von Württemberg               | Anna Maria von Brandenburg-Ansbach    |  |  |       |  |  |                                    |  |  |                                       |  |
| Gustav Adolf, conte di Nassau-Saarbrücken   |                                     | Sabine von Württemberg               |                                       |  |  |       |  |  |                                    |  |  |                                       |  |
|                                             | Karl II, margravio di Baden-Durlach | Ernst, margravio di Baden-Durlach    |                                       |  |  |       |  |  |                                    |  |  |                                       |  |
|                                             | Karl II, margravio di Baden-Durlach | Ernst, margravio di Baden-Durlach    |                                       |  |  |       |  |  |                                    |  |  |                                       |  |
|                                             | Karl II, margravio di Baden-Durlach | Ursula von Rosenfeld                 |                                       |  |  |       |  |  |                                    |  |  |                                       |  |
| Georg Friedrich, margravio di Baden-Durlach | Karl II, margravio di Baden-Durlach |                                      |                                       |  |  |       |  |  |                                    |  |  |                                       |  |
|                                             |                                     | Anna von Pfalz-Veldenz               | Ruprecht, conte palatino di Veldenz   |  |  |       |  |  |                                    |  |  |                                       |  |
|                                             |                                     | Anna von Pfalz-Veldenz               | Ruprecht, conte palatino di Veldenz   |  |  |       |  |  |                                    |  |  |                                       |  |
|                                             |                                     | Anna von Pfalz-Veldenz               | Ursula zu Salm-Kyrburg                |  |  |       |  |  |                                    |  |  |                                       |  |
| Anna Amalia von Baden-Durlach               |                                     | Anna von Pfalz-Veldenz               |                                       |  |  |       |  |  |                                    |  |  |                                       |  |
|                                             |                                     | Friedrich I, conte di Salm-Neufville | Philipp Franz, conte di Salm-Dhaun    |  |  |       |  |  |                                    |  |  |                                       |  |
|                                             |                                     | Friedrich I, conte di Salm-Neufville | Philipp Franz, conte di Salm-Dhaun    |  |  |       |  |  |                                    |  |  |                                       |  |
|                                             |                                     | Friedrich I, conte di Salm-Neufville | Maria Aegyptiaca zu Oettingen         |  |  |       |  |  |                                    |  |  |                                       |  |
| Juliane Ursula zu Salm-Neufville            |                                     | Friedrich I, conte di Salm-Neufville |                                       |  |  |       |  |  |                                    |  |  |                                       |  |
|                                             |                                     | Franziska von Salm                   | Johann VI, conte di Salm              |  |  |       |  |  |                                    |  |  |                                       |  |
|                                             |                                     | Franziska von Salm                   | Johann VI, conte di Salm              |  |  |       |  |  |                                    |  |  |                                       |  |
|                                             |                                     | Franziska von Salm                   | Louise de Stainville                  |  |  |       |  |  |                                    |  |  |                                       |  |
|                                             |                                     | Franziska von Salm                   |                                       |  |  |       |  |  |                                    |  |  |                                       |  |

## Fonti
- (DE) Ernst Joachim, Gustav Adolf, Graf von Nassau-Saarbrücken-Saarbrücken, in Allgemeine Deutsche Biographie, vol. 10, Lipsia, Duncker & Humblot, 1879,  p. 187 s.
- (DE) Fritz Kloevekorn, Gustav Adolf, Graf von Nassau-Saarbrücken, in Neue Deutsche Biographie, vol. 7, Berlin, Duncker & Humblot, 1966, ISBN 3-428-00188-5,  pp. 334 (online).
- Template:BBKL